# Мијоши Умеки
Мијоши Умеки (Отару, 8. мај 1929 — Ликинг, 28. август 2007) била је јапанско-америчка певачица и глумица. Умеки је била номинована за Златни глобус и прва је Азијка која је освојила Оскарову награду за глуму.

## Живот
Рођена у Отаруу, на Хокаиду, била је најмлађе од деветоро деце. Њен отац је поседовао фабрику гвожђа. После Другог светског рата, Умеки је започела каријеру као певачица у ноћном клубу у Јапану, користећи име Ненси Умеки. Њени рани утицаји били су традиционално позориште кабуки и америчка поп музика.

## Каријера
Најпознатија је била као Катсуми у филму Сајонара (1957) за коју је добила Оскара, као и Меи Ли у бродвејском мјузиклу и филму Цветни бубањ из 1961. године, и гђа. Ливингстон у телевизијској серији Удварање Едијевог оца.
Снимала је за RCA Records од 1950. до 1954. године и појавила се у филму Seishun Jazu Musume. Снимала је углавном америчке џез стандарде, које је делимично певала на јапанском, а делимично на енглеском, или искључиво на оба језика. Неке од песама које је певала у овом периоду су "It Isn't Fair", "Sentimental Me", "My Foolish Heart", "With A Song In My Heart", "Again", "Vaya con Dios", "(How Much Is) That Doggie in the Window?" и "I'll Walk Alone".

## Лични живот и смрт
Њен први брак, са телевизијским режисером Фредериком Винфилдом Опијом, 1958. године, завршио се разводом 1967. Пар је имао једног сина - Мајкла (рођен 1964) Удала се за Рандала Худа 1968. године, који је усвојио њеног сина, променивши му име у Мајкл Рандал Худ. Пар је водио своју компанију из Лос Анђелеса, изнајмљујући опрему за монтажу филмским студијима и универзитетским филмским програмима. Рандал Худ умро је 1976. године.
Према речима њеног сина, Умеки је неколико година живела у Шерман Оуксу, а затим се преселила у Ликинг, да би била у близини свог сина и његове породице, међу којима је било и троје унучади. Умрла је у 78. години од рака.
Њен син, који је био полицајац у Ликингу, умро је у 54. години 27. августа 2018. године.